# Sergej Achromejev

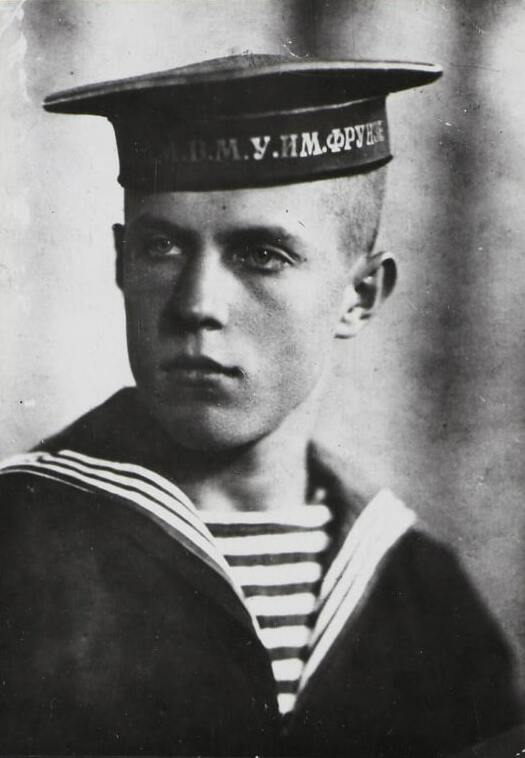
Achromejev als cadet

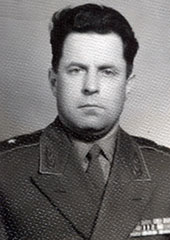
Achromejev in 1965

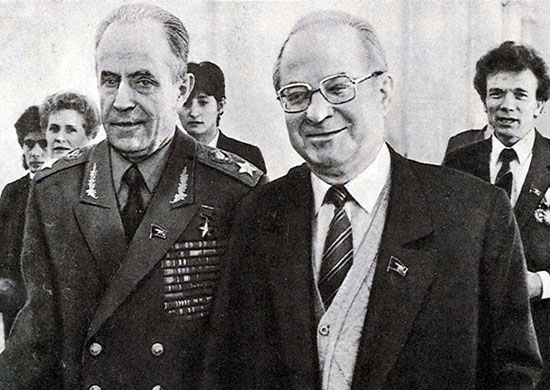
Achromejev met Georgi Kornijenko in 1985

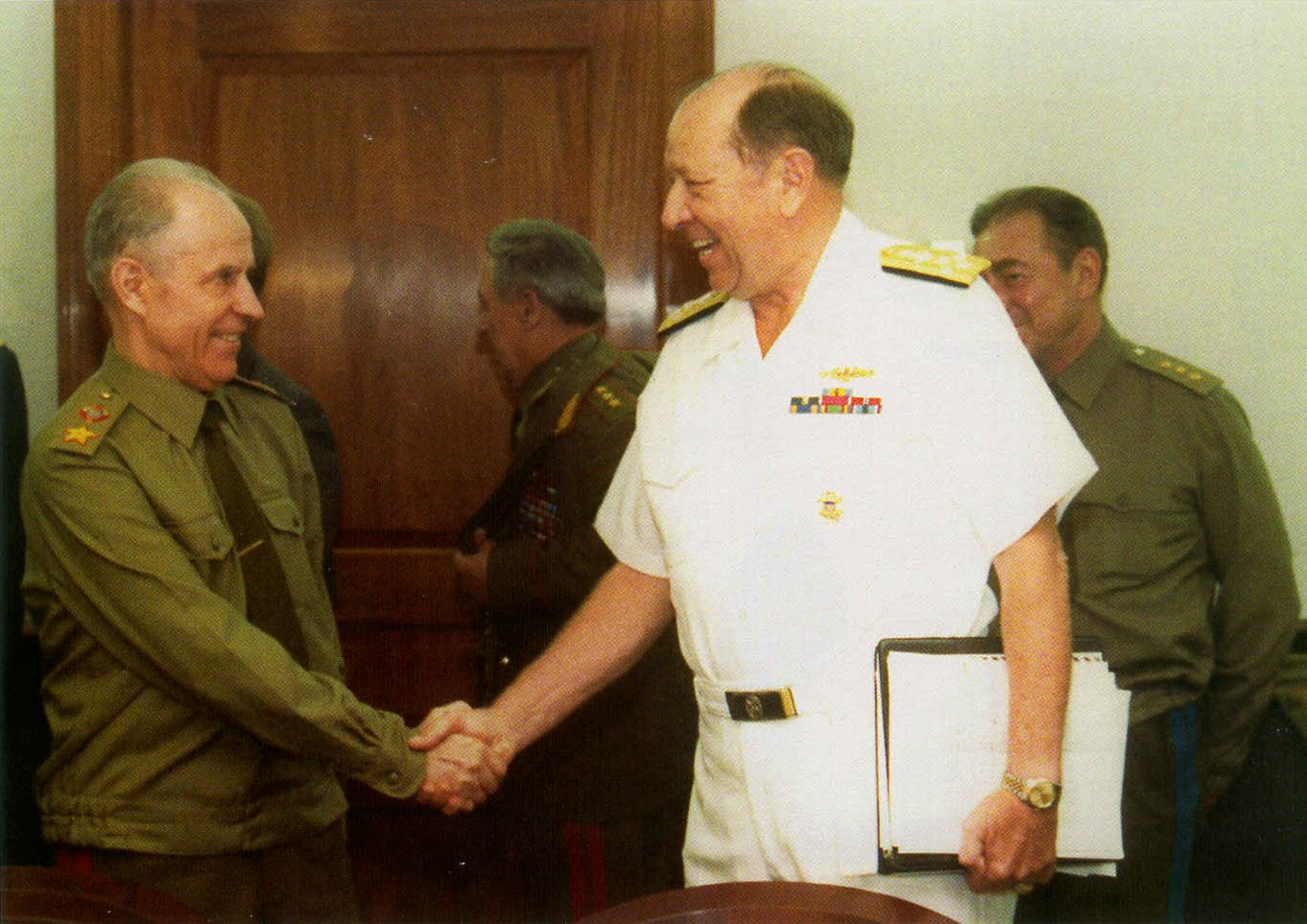
Achromejev met Admiraal William Crowe in het Pentagon op 8 juli 1988

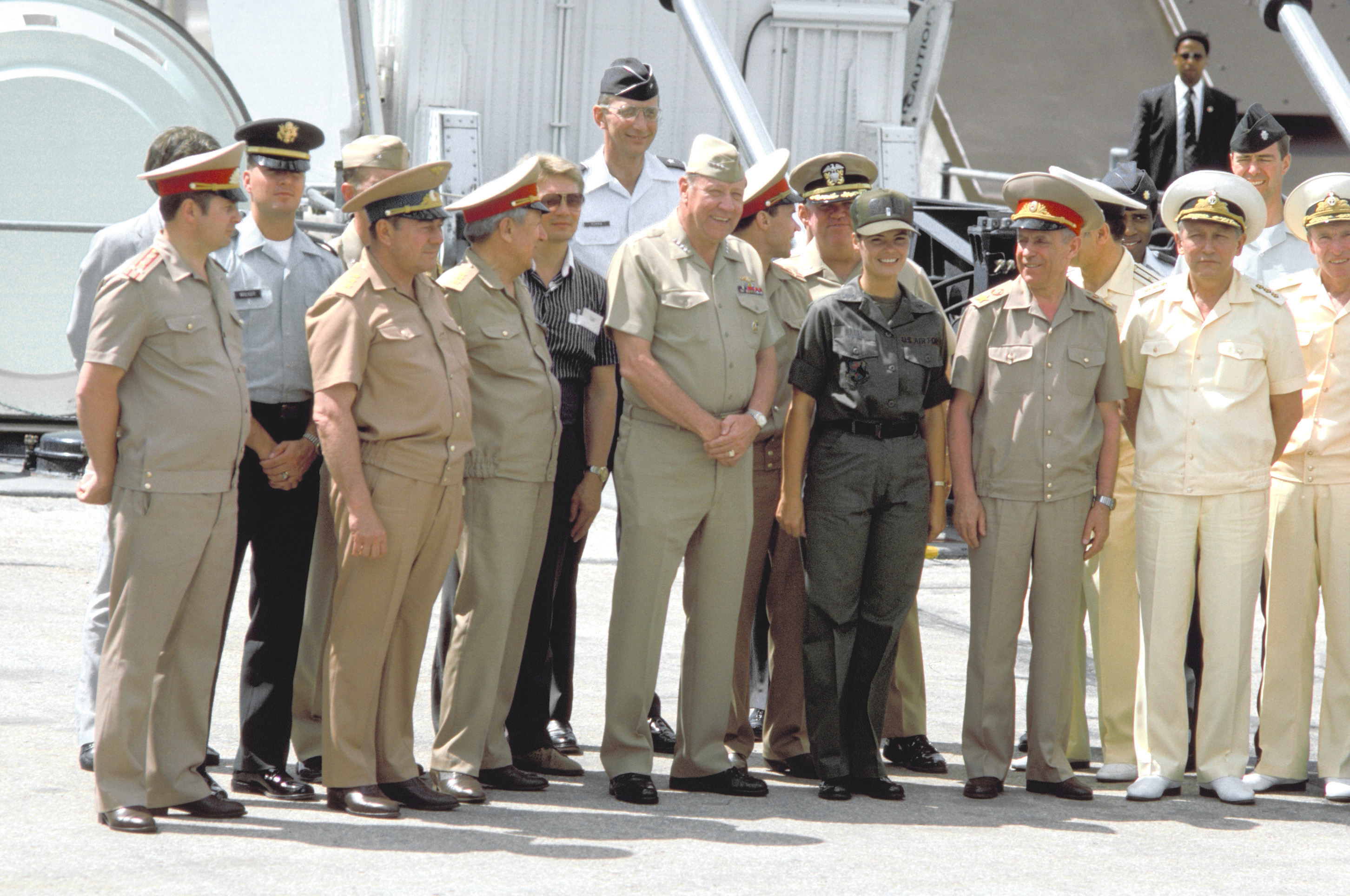
Achromejev op 10 juli 1988 op Ellsworth Air Force Base

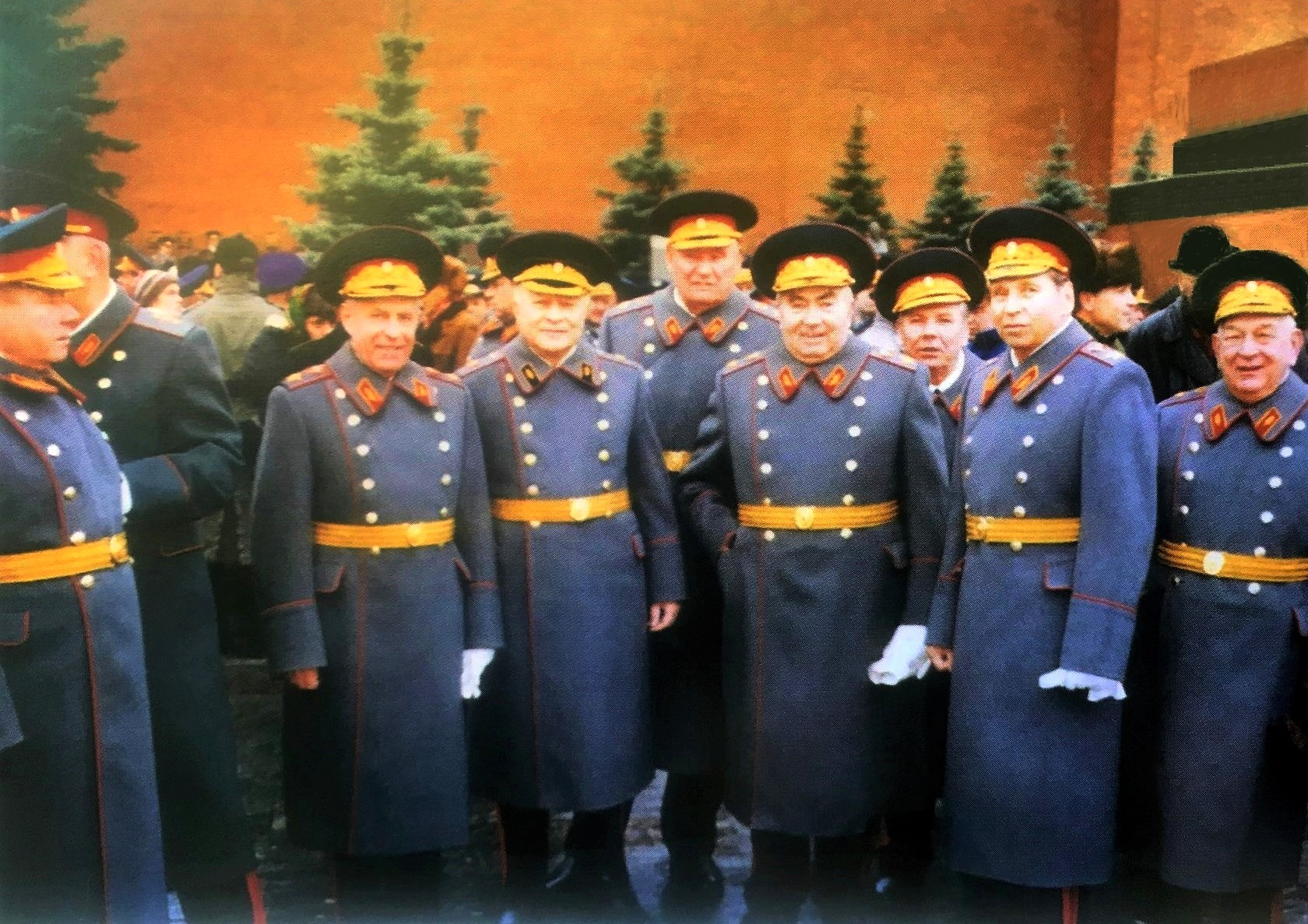
Achromejev links in 1988 op het Rode Plein naast de andere leden van de raad van het Ministerie van Defensie van de Sovjet-Unie: Losik, Koelikov, Ljasjtsjenko en Lizitsjev

Sergej Fedorovitsj Achromejev (Russisch: Ахромеев, Сергей Фёдорович) (Vindrej, Gouvernement Tambov, 5 mei 1923 - Moskou, 24 augustus 1991)  was een maarschalk van de Sovjet-Unie en held van de Sovjet-Unie die vocht in de Tweede Wereldoorlog. Hij werd nadien hoofd van Stavka en leidde de Afghaanse Oorlog. Toen de Augustusstaatsgreep in Moskou van het Staatscomité van de Noodtoestand mislukte, verhing hij zich in zijn kantoor.

## Jeugd
Sergej werd geboren in een boerengezin. Zijn vader werd onteigend in de dekoelakisatie en zijn moeder scheidde er in 1928 van en trok met haar kinderen naar Moskou, waar ze werkte in een fabriek in Krasny Bogatyr. In 1940 studeerde hij af aan de 1e speciale marine school in Moskou en begon in hetzelfde jaar met militaire dienst, waarbij hij zich inschreef voor het Marine Instituut in Leningrad. Daarna volgde hij opleiding op de Baltische Vloot in Liepāja.

## Tweede Wereldoorlog

### Beleg van Leningrad
Bij het begin van Operatie Barbarossa werd hij geëvacueerd naar Leningrad. Van juli tot december 1941 vocht hij met andere cadetten in een bataljon fuseliers van het Leningradfront in het Beleg van Leningrad. In december 1941 raakte hij gewond en leed hij aan bevriezing.

### Zwarte Zee
In maart 1942 werd hij uit het ziekenhuis ontslagen en opnieuw naar het Marine Instituut gestuurd om zijn studie voort te zetten. Van mei tot augustus 1942 oefende hij als commandant van een kanon op een schip van de Zwarte Zeevloot.
In augustus 1942 keerde hij terug naar de school, maar vrijwel onmiddellijk werd hij, wegens een nijpend tekort aan commandopersoneel, samen met de cadetten van de eerste twee jaren van de school overgeplaatst naar de infanterie en als cadet naar een cursus van twee maanden voor luitenant gestuurd in de 2e Infanterieschool van Astrachan In oktober van hetzelfde jaar studeerde hij af. 

### Slag om Stalingrad
Vanaf oktober 1942 vocht hij als commandant van een peloton machinepistoolschutters van de 152e brigade fuseliers in Kalmukkië aan het Stalingrad Front. Vanaf november 1942 was hij commandant van een peloton fuseliers van het 197e reserveregiment van het 28e Leger. Vanaf begin 1943 was hij assistent stafchef van het regiment op het Stalingrad Front en het Zuidelijk Front.

### Donbass
Vanaf juli 1943 was hij adjudant in gemotoriseerde bataljons fuseliers en machinegeweerschutters van de 140e tankbrigade van het 28e Leger en het 5e Stoottroepenleger van het 4e Oekraïense Front waarmee hij bij Mioes en in de Donbass vocht.
Hij schreef:

In totaal 18 maanden ben ik nooit in een huis geweest zelfs toen de temperatuur -80°C was. Ik heb twee winters buiten geslapen en ik had nooit een warme dag. Altijd vechten, altijd honger.
Bovendien waren er zoveel doden. 8 van de 10 jongens van mijn leeftijd zijn dood. Van mijn 32 klasgenoten op de middelbare school overleefden maar één en ik.

Volgens het hoofd van de KGB Valeri Boldin raamde Achromejev in 1991 de militaire verliezen van de USSR in de Tweede Wereldoorlog als volgt:

Als we al degenen tellen die zijn omgekomen bij vijandelijkheden, dat wil zeggen militair personeel en partizanen die niet naar huis zijn teruggekeerd uit de oorlog, dan waren er 8.668.400 mensen. Daarvan in 1941: 3.138.000.

### Reserve
Van juli tot november 1944 was hij commandant van een gemotoriseerd bataljon machinepistoolschutters van de 14e gemotoriseerde artilleriebrigade van de Stavka Reserve in de militaire districten Charkiv en Moskou. Hij ging in 1945 opnieuw studeren aan de hogere officiersschool van zelf voortbewegende artillerie van de gepantserde en gemechaniseerde troepen van het Rode Leger.

## Koude oorlog

### Tanklegers
In juni 1945 werd hij plaatsvervangend commandant van een bataljon van SU-76 tankjagers. Vanaf september 1945 was hij commandant van een tankbataljon van het 14e afzonderlijke tankregiment van het trainingscentrum. Vanaf februari 1947 was hij commandant van een bataljon van ISU-122 gemechaniseerde artillerie van het 14e regiment zelf voortbewegende zware tanks van de 31e Garde gemechaniseerde divisie van het militair district Bakoe.
In 1952 studeerde hij met een gouden medaille af aan de Militaire Academie van Gepantserde en Gemechaniseerde Troepen van het Sovjetleger. Vanaf juli 1952 was hij stafchef van het 190e regiment tanks van het 39e leger van het militair district Primorje. Vanaf augustus 1955 voerde hij het bevel over tankregimenten in het militair district Verre Oosten. Vanaf december 1957 was hij plaatsvervangend commandant en stafchef en vanaf december 1960 commandant van de 36e pantserdivisie in het militair district Wit-Rusland. Vanaf april 1964 was hij commandant van een trainingstankdivisie.
In 1967 studeerde hij af aan de Militaire Academie van de Generale Staf van de strijdkrachten van de USSR. Van juli 1967 tot oktober 1968 was hij stafchef en eerste plaatsvervangend commandant van het 8e tankleger van het militair district Karpaten. Van oktober 1968 tot mei 1972 was hij commandant van het 7e tankleger in het militair district Wit-Rusland. Van mei 1972 tot maart 1974 was hij stafchef en eerste plaatsvervangend commandant van het militair district Verre Oosten. In 1973 studeerde hij af aan de Hogere Academische Cursussen aan de Militaire Academie van de Generale Staf van de Strijdkrachten van de USSR “Kliment Vorosjilov”.

### Stavka
Van maart 1974 tot februari 1979 chef van de belangrijkste operationele directie van Stavka. Van februari 1979 tot september 1984 was hij eerste plaatsvervangende chef van Stavka.

### Afghaanse Oorlog (1979-1989)
In deze functie bezocht hij meermaals Afghanistan om de militaire operaties van de Sovjettroepen te plannen en te leiden.
Hij leidde de planning van de Afghaanse Oorlog in alle stadia, inclusief de terugtrekking van troepen.
B. I. Tkatsj schreef:

Het hoofdkwartier van het leger in Kaboel bracht dikwijls militaire leiders samen voor allerhande vergaderingen. Terloops, Maarschalk Achromejev, toen vice-chef van de Generale Staf, was er elke dag, zonder feestdagen of weekends, hij was op die vergaderingen om 5:00 in de morgen.

Volgens Karen Sjachnazarov was hij tegen de inval van Sovjettroepen in Afghanistan.
Over de verliezen van Sovjettroepen in Afghanistan zei hij: 

onze soldaten sterven, dus dit is hun plicht. Als één persoon sterft, worden er nog een dozijn gestuurd.

Achromejev wilde ook het westen van Pakistan bezetten, zodat de Moedjaheddien daarlangs geen wapens, voorraden en strijders konden aanvoeren.
Hij was voorstander van de terugtrekking van troepen uit Afghanistan. Hij was het eens met vice-minister van Buitenlandse Zaken van de Sovjet-Unie Georgi Kornijenko en vond:

Het is onrealistisch om erop te rekenen dat de Democratische Volkspartij van Afghanistan aan de macht zal kunnen blijven na de terugtrekking van Sovjettroepen uit het land. Het maximale waarop gehoopt kon worden was dat de Democratische Volkspartij van Afghanistan haar rechtmatige, maar zeer bescheiden plek in het nieuwe regime zou innemen.

### Kernramp van Tsjernobyl
Tijdens de Kernramp van Tsjernobyl in 1986 organiseerde Achromejev de inzet van troepen op de plaats van de ramp. De soldaten maten straling, ontsmetten het terrein, borgen besmet afval op en hielpen de reactor af te dekken. Hij schreef hierover een verslag.

### Onvrede
Van 6 september 1984 tot 14 december 1988 was hij chef van Stavka en eerste vice-Minister van Defensie van de Sovjet-Unie. Hij was het oneens met de militaire hervorming en de verzwakking van de militaire macht van de Sovjet-Unie en nam ontslag. Hij leverde zijn dienstpistool in en behield thuis een waardevol pistool, dat hij om veiligheidsredenen onklaar maakte.
Georgi Sjachnazarov, assistent van Gorbatsjov vroeg:

De USSR produceerde in de jaren zeventig 20 keer meer tanks dan de VS. Waarom is het nodig om zoveel wapens te produceren?

Achromejev antwoordde:

Omdat we ten koste van enorme offers eersteklas fabrieken hebben gecreëerd, niet slechter dan die van de Amerikanen. Ga je ze bevelen om te stoppen met werken en potten te produceren?

Jegor Gajdar schreef:

De tweede vraag gaat over een fabriek in de Verenigde Staten die ballistische raketten of platformen voor ze produceert. We hebben een fabriek in Utah een naam gegeven, daar ben je het niet mee eens. Laat er een fabriek zijn in Orlando, Florida.
Shultz: “Het is Disneyland!”
Achromejev: “Laat de inspecteurs er ook naar kijken.”

Vooral de ontmanteling van de nieuwste en meest precieze ballistische raket OTR-23 Oka volgens het Intermediate-Range Nuclear Forces-verdrag zette Achromejev aan om ontslag te nemen.
Roj Medvedev schreef:

Maarschalk Achromejev was een waardige militaire leider en werd zeer gerespecteerd in het leger en in de partij. De Maarschalk was ontmoedigd door het gedrag van de president van de USSR, die stopte met het geven van zijn adviseur en assisteerde eventuele instructies en stelde de beslissing voortdurend uit over een aantal belangrijke legerproblemen die Achromejev als dringend beschouwde. Uiteindelijk diende Achromejev in juni 1991 zijn ontslag in, maar Gorbatsjov aarzelde om deze kwestie op te lossen.

Op 19 juni 1991 zei hij op een persconferentie ter herdenking van de 50e verjaardag van de Tweede Wereldoorlog dat de toestand van de Sovjet Unie in 1991 gelijkaardig was aan die in 1941. Hij geloofde dat het land op weg was naar zijn vernietiging en zei

Wat verdedigd werd door Sovjet soldaten en burgers ten koste van miljoenen mensenlevens staat op instorten.

Op 14 november 1991 zei hij in een interview met een conservatief Sovjet tijdschrift:

Ik verklaar openlijk mijn standpunt. Ik steun de socialistische levenswijze. Als iemand probeert om het land te splitsen of het sociaal systeem te veranderen met geweld of andere ongrondwettelijke daden, dan kunnen de president en de Sovjets beslissen om geweld te gebruiken om de bescherming van het vaderland te verzekeren. Verenig en houd zijn grondwettelijk sociaal systeem.

### Adviseur van Gorbatsjov
Vanaf december 1988 werd hij inspecteur-generaal van de groep van inspecteurs-generaal van het Ministerie van Defensie van de Sovjet-Unie. Tegelijkertijd was hij vanaf  december 1988 adviseur van de Voorzitter van het Presidium van de Opperste Sovjet van de USSR. vanaf mei 1989 was hij adviseur van de voorzitter van de Opperste Sovjet van de USSR in beide posities Michail Gorbatsjov. Vanaf maart 1990 was hij militair adviseur van de President van de Sovjet-Unie. Van 1984-1989 - Plaatsvervanger van de Raad van de Unie van de Opperste Sovjet van de Moldavische Socialistische Sovjetrepubliek. In maart 1989 werd hij verkozen tot volksvertegenwoordiger van de USSR uit Bălți van  Territoriaal District nr. 697: de Moldavische Socialistische Sovjetrepubliek. Hij was lid van het Comité van de strijdkrachten van de USSR voor defensie en veiligheid van de Opperste Sovjet van de Unie van Socialistische Sovjetrepublieken. Opperste Sovjet van de USSR, Comité van de strijdkrachten van de USSR voor defensie en veiligheid. Hij sprak herhaaldelijk op vergaderingen van het Congres van Volksafgevaardigden van de Unie van Socialistische Sovjetrepublieken en de Opperste Sovjet van de Unie van Socialistische Sovjetrepublieken en in de pers over het gevaar van een snelle verovering van de Sovjet-Unie door de NAVO.

### Staatscomité van de Noodtoestand
Legergeneraal Machmoet Gerejev zei:

Hij begreep dat er al veel verkeerd werd gedaan, ten nadele van de belangen van ons land, maar omdat hij zelf een eerlijk man was, wist hij zeker dat andere mensen zo zouden zijn, in de overtuiging dat dit allemaal door een misverstand werd gedaan, volgens iemands bevooroordeelde rapporten.

Op 19 augustus, nadat hij 's ochtends over het Staatscomité van de Noodtoestand had gehoord, reed hij per trein vanuit Sotsji, waar hij zijn vakantie doorbracht met zijn vrouw Tamara Vasilijevna en kleinkinderen, terug naar Moskou en ontmoette de vicepresident van de USSR Gennadi Jananev. Hij steunde het beroep van het Staatscomité van de Noodtoestand en bood zijn hulp aan, hield toezicht op militaire kwesties. Hij bracht de nacht door in zijn datsja, waar zijn jongste dochter met haar gezin woonde. Op 20 augustus werkte hij in het Kremlin en in het gebouw van het Ministerie van Defensie van de Sovjet-Unie, waar hij informatie verzamelde over de militair-politieke situatie in het land. Een plan opgesteld van maatregelen die uitgevoerd moesten worden in verband met de invoering van de noodtoestand. In de nacht van 20 op 21 augustus bracht hij de nacht door in zijn kantoor in het Kremlin. Vanuit zijn kantoor belde hij met zijn dochters en vrouw in Sotsji.
Hij schreef zelf:

Ik was er zeker van dat dit avontuur zou mislukken, en toen ik in Moskou aankwam, was ik daar persoonlijk van overtuigd. Laat er een spoor in de geschiedenis zijn - ze protesteerden tegen de dood van zo een grote staat

Op de 20e verzamelden Achromejev en Baklanov een werkgroep en organiseerden het verzamelen van informatie en analyse van de situatie. Volgens Achromejev werden op de ochtend van 21 augustus twee rapporten die door deze groep waren opgesteld, besproken tijdens een vergadering van het Staatscomité van de Noodtoestand. Bovendien bereidde Achromejev voor Jananev een ontwerptekst voor voor zijn geplande rapport in het Presidium van de Opperste Sovjet: de gedachtenpisten hadden echt het vakbondsparlement nodig om hen te steunen, om hun acties als legaal te erkennen. Jananev hield echter niet van de tekst die door Achromejev was opgesteld. Op 22 augustus schreef hij aan Michail Gorbatsjov.

Waarom ben ik op eigen initiatief naar Moskou gekomen - niemand belde me vanuit Sotsji - en begon ik in het "Comité" te werken? Ik was er immers zeker van dat dit avontuur zou mislukken, en toen ik in Moskou aankwam, was ik daar opnieuw van overtuigd. Feit is dat ik er sinds 1990 van overtuigd ben, zoals ik er vandaag van overtuigd ben, dat ons land op de ondergang afstevent. Binnenkort zal ze uiteen gereten worden. Ik was op zoek naar een manier om het luid te maken. Hij was van mening dat mijn deelname aan de levering van het werk van het "Comité" en de daaropvolgende werkzaamheden die hiermee verband houden, mij de gelegenheid zouden geven om hier rechtstreeks over te spreken. Het klinkt misschien niet overtuigend en naïef, maar het is waar. Er waren geen egoïstische motieven in mijn beslissing.

Op 23 augustus woonde hij een bijeenkomst bij van het comité van de Opperste Sovjet voor Defensie en Staatsveiligheid van de USSR.

## Zelfmoord
Op 24 augustus 1991 om 21:50 vond de dienstdoende beveiligingsbeambte het levenloze lichaam van Achromejev in zijn kantoor 19a van adviseur van Gorbatsjov in gebouw 14 in het Kremlin van Moskou opgehangen met een touw aan een raamkruk. Om 23:00 stapte een onderzoeksteam van het bureau van de procureur-generaal van de USSR af in het kantoor van de maarschalk.
Roj Medvedev schreef:

Zoals uit de aantekeningen blijkt, dacht de maarschalk op 23 augustus al aan zelfmoord, maar er was enige aarzeling. Maar het was op de avond van 23 augustus dat Boris N. Jeltsin in aanwezigheid van Gorbatsjov een decreet ondertekende om de activiteiten van de CPSU in de Russische Federatie op te schorten. Laat in de avond op dezelfde dag en in de nacht van 24 augustus bezetten demonstranten de gebouwen van het Centraal Comité van de CPSU op het Staraja-plein. Afleveringen van deze gebeurtenissen waren op televisie te zien, en Achromejev had meer kunnen weten

Legergeneraal Valentin Varennikov uitte twijfels over de zelfmoorden van Achromejev en Boris Poego.
Maarschalk Dmitri Jazov schreef:

Maar wat Achromejev betreft, alles zit letterlijk in de koffer. En alle briefjes, en dit lint waaraan hij zichzelf ophing. En een briefje over hoe het lint de eerste keer brak ... Ik weet zeker dat Achromejev de hand aan zichzelf sloeg. Ik kende Sergej Fjodorovitsj goed. Hij kon niet accepteren wat er met zijn land was gebeurd.

Admiraal William Crowe van de United States Navy probeerde tevergeefs de weduwe op te bellen om zijn deelneming te betuigen, maar toen dat niet lukte vroeg hij een bevriend journalist in Moskou om haar zijn deelneming over te brengen:

Maarschalk Sergei Achromeev was mijn vriend. Zijn zelfmoord is een tragedie die de stuiptrekkingen weerspiegelt die de Sovjet-Unie door elkaar schudden. Hij was een communist, patriot en soldaat. En ik denk dat dat precies is wat hij over zichzelf zou zeggen

## Vijf afscheidsbriefjes
Achromejev liet vijf handgeschreven afscheidsbriefjes achter. Het handschrift werd bevestigd als van hem.
1. Er was een briefje aan twee van zijn voormalige collega's waaronder een legergeneraal: “Ik kan niet leven als mijn vaderland vergaat en alles wat ik altijd als de zin van mijn leven heb beschouwd, wordt vernietigd. Leeftijd en mijn vorige leven geven me het recht om te sterven. Ik heb gevochten tot het einde.”
2. Er was een briefje aan zijn vrouw: “De plicht van een krijger en een burger is altijd het belangrijkste voor mij geweest. Je stond op de tweede plaats... Vandaag heb ik voor het eerst de schuld op de eerste plaats bij jou gelegd.”
3. Er was een briefje aan Gorbatsjov: “Ik heb je verraden en begon het verkeerde te doen. Ik denk dat ik ongelijk had.”
4. Er was ook een briefje waarop 25 roebel op een paperclip was gespeld: “Gelieve dit geld over te maken naar het buffet, ik ben het de barvrouw schuldig.”
5. Hij schreef over zijn eerste zelfmoordpoging: “Om 21:00 pleegde ik zelfmoord. Blijkbaar ben ik een slechte zelfmoordenaar. Het touw brak. Ik bond het vast. Er zijn 20 minuten verstreken. Ik moet herhalen.”

## Begrafenis
Hij werd op 1 september 1991 in intieme kring begraven op perceel 2 van de Trojekoerovo-begraafplaats. Alleen zijn weduwe Tamara Vasilijevna Achromejeva (1925-2011) en zijn twee dochters Natalja en Tatjana waren aanwezig.

## Grafroof
In de nacht na de begrafenis groef iemand het graf op, opende de kist en roofde het uniform met de onderscheidingen.
Later werd de grafsteen geplaatst met het Wapen van de Sovjet-Unie en de woorden van Admiraal Crowe:
Op 12 maart 2015 hingen de Russische autoriteiten een gedenkplaat met borstbeeld aan het huis 11 blok 4 van de Mosfilmovskaja Straat, waar hij van 1978 tot 1991 woonde.

## Militaire graden
- Luitenant oktober 1942
- Eerste luitenant april 1943
- Kapitein oktober 1943
- Majoor 1947
- Luitenant-kolonel 1952
- Kolonel 12 augustus 1956
- Generaal-majoor van de tanktroepen 13 april 1964
- Luitenant-generaal van de tanktroepen 21 februari 1969
- Kolonel-generaal 30 oktober 1974
- Legergeneraal 23 april 1979
- Maarschalk van de Sovjet-Unie 25 maart 1983

## Onderscheidingen

### Sovjet-Unie
- Held van de Sovjet-Unie 5 juli 1982[20]

- Viermaal Leninorde 23 februari 1971, 21 februari 1978, 28 april 1980 en 7 mei 1982
- Orde van de Oktoberrevolutie 1 juli 1988
- Tweemaal Orde van de Rode Ster 15 september 1943 en 30 december 1956
- Orde van de Vaderlandse Oorlog 1e klasse 4 juni 1985
- Orde van Verdienste voor het Moederland in de Strijdkrachten van de Sovjet-Unie 3e klasse 30 april 1975
- Jubileumsmedaille voor Militaire Dapperheid ingesteld ter herinnering aan de Honderdste Verjaardag van Vladimir Iljitsj Lenin
- Medaille voor de Gewapende Strijd 15 november 1950
- Medaille voor onderscheiding bij de bescherming van de staatsgrens van de USSR
- Medaille voor de Verdediging van Leningrad
- Medaille voor de Verdediging van Stalingrad
- Medaille voor de Overwinning over Duitsland in de Grote Patriottische Oorlog 1941-1945
- Medaille voor de 20e Verjaardag van de Overwinning in de Grote Patriottische Oorlog
- Medaille voor de 30e Verjaardag van de Overwinning in de Grote Patriottische Oorlog
- Medaille voor de 40e Verjaardag van de Overwinning in de Grote Patriottische Oorlog
- Medaille voor het versterken van de Wapenbroederschap
- Jubileummedaille "30 jaar Sovjet Leger en Vloot"
- Jubileummedaille "40 jaar strijdkrachten van de USSR"
- Jubileummedaille "50 jaar strijdkrachten van de USSR"
- Jubileummedaille "60 jaar strijdkrachten van de USSR"
- Jubileummedaille "70 jaar strijdkrachten van de USSR"
- Medaille ter Herinnering aan de Achthonderdste Verjaardag van Moskou
- Medaille ter Herinnering aan de 250e verjaardag van Leningrad
- Medaille voor Onberispelijke Dienst 1e klasse
- Medaille Veteraan van de Strijdkrachten van de USSR

- Laureaat van de Leninprijs in 1980 “voor het onderzoek naar en de ontwikkeling van nieuwe geautomatiseerde commandosystemen voor de strijdkrachten”

### Mongolië
- Orde van Suha Bator 1981
- Medaille "30 jaar overwinning op militaristisch Japan" 1975
- Medaille "40 jaar overwinning in de Slag bij Halhin Gol" 1979
- Medaille "60 jaar Mongoolse Volksleger” 1981

### Duitse Democratische Republiek
- Scharnhorst-orde 1983
- Medaille "Wapenbroeders" 1e klasse 1980
- Medaille "30 jaar Volksleger van de DDR" 1986

### Bulgarije
- Orde van Georgi Dimitrov 1988
- Orde van de Volksrepubliek Bulgarije 1e klasse 1985
- Orde van de Negende September 1944 1e klasse met zwaarden 1974
- Medaille "Voor het versterken van de Wapenbroederschap” 1977
- Medaille "30 jaar overwinning op nazi-Duitsland" 1975
- Medaille "40 jaar overwinning op het fascisme" 1985
- Medaille "90 jaar sinds de geboorte van Georgi Dimitrov 1974
- Medaille "100 jaar sinds de geboorte van Georgi Dimitrov" 1984
- Medaille "100 jaar bevrijding van Bulgarije van het Ottomaanse juk" 1978

### Tsjecho-Slowakije
- Orde van de Rode Vlag 1982
- Orde van de Zegerijke Februari 1985
- Medaille "30 jaar Slowaakse Nationale Opstand" 1974
- Medaille "40 jaar Slowaakse Nationale Opstand" 1984

### Vietnam
- Orde voor Militaire Prestaties 1e klasse 1985

### Afghanistan
- Orde van de Rode Bannier 1982
- Orde van de Saurrevolutie 1984
- Medaille "Van het dankbare Afghaanse volk" 1988

### Cuba
- Medaille "20 jaar Revolutionaire Strijdkrachten" 1976
- Medaille "30 jaar Revolutionaire Strijdkrachten" 1986

### Noord-Korea
- Medaille "40 jaar bevrijding van Korea" 1985

### Roemenië
- Medaille "Voor militaire moed" 1985

### China
- Medaille van "Sino-Sovjet Vriendschap" 1955

### Polen
- Medaille "Wapenbroeders” 1988

## Documentaire
"Maarschalk Achromejev. Vijf zelfmoordbriefjes" documentaire uit 2006 van Sergej Medvedev van Ostankino in opdracht van OJSC Pervyj kanal

## Memoires
In 1992 werden zijn memoires postuum uitgegeven:
Achromejev, S.F., Kornijenko G. M. “Door de ogen van een maarschalk en een diplomaat” Internationale betrekkingen, 1992
- Gemeinsame Normdatei: 122179056
- International Standard Name Identifier: 0000 0001 1699 1943
- Library of Congress Control Number: n86118922
- Nationale Bibliotheek van Tsjechië: jo20251268605
- Nederlandse Thesaurus van Auteursnamen: 072966068
- LIBRIS: 245665
- SNAC: w63k5fs6
- Virtual International Authority File: 111929752
- WorldCat: E39PBJqqBdjw89mvP7kWBXf6rq